# Jan Bednarek
Pour les articles homonymes, voir Bednarek.
Jan Kacper Bednarek, né le 12 avril 1996 à Słupca en Pologne, est un footballeur international polonais qui évolue au poste de défenseur central au FC Porto.

## Biographie

### En club
Avec les équipes de Lech Poznań et Górnik Łęczna, il dispute 48 matchs en première division polonaise, inscrivant un but.
Le 1er juillet 2017, il signe un contrat de cinq ans avec le club anglais du Southampton FC.
Le 1er septembre 2022, Jan Bednarek est prêté par le Southampton FC à Aston Villa.

### En sélection
Avec l'équipe de Pologne espoirs, il participe au championnat d'Europe espoirs en 2017. Lors de cette compétition, il joue trois matchs.
Jan Bednarek honore sa première sélection avec l'équipe nationale de Pologne le 4 septembre 2017, contre le Kazakhstan. Il entre en fin de match à la place de Krzysztof Mączyński et son équipe s'impose par trois buts à zéro.
Bednarek dispute sa première compétition internationale lors de la Coupe du monde 2018 où il inscrit notamment un but face au Japon lors de la dernière journée des phases de poules. 
Il est retenu par le sélectionneur Paulo Sousa pour disputer l'Euro 2020,. 
Le 10 novembre 2022, il est sélectionné par Czesław Michniewicz pour participer à la Coupe du monde 2022.  
Le 8 juin 2024, il figure dans la liste des 26 joueurs polonais retenus par Michał Probierz pour participer à l'Euro 2024.

## Statistiques

### En club
| Saison                | Club                  | Championnat           | Championnat | Championnat | Coupe nationale | Coupe nationale | Coupe de la Ligue | Coupe de la Ligue | Supercoupe | Supercoupe | Compétition(s) continentale(s) | Compétition(s) continentale(s) | Compétition(s) continentale(s) | Total | Total |
| Saison                | Club                  | Division              | M.          | B.          | M.              | B.              | M.                | B.                | M.         | B.         | Comp.                          | M.                             | B.                             | M.    | B.    |
| 2013-2014             | Lech Poznan           | Ekstraklasa           | 2           | 0           | -               | -               | -                 | -                 | -          | -          | -                              | -                              | -                              | 2     | 0     |
| 2014-2015             | Lech Poznan           | Ekstraklasa           | 2           | 0           | 2               | 0               | -                 | -                 | -          | -          | -                              | -                              | -                              | 4     | 0     |
| 2015-2016             | Gornik Leczna (prêt)  | Ekstraklasa           | 17          | 0           | 1               | 0               | -                 | -                 | -          | -          | -                              | -                              | -                              | 18    | 0     |
| 2016-2017             | Lech Poznan           | Ekstraklasa           | 27          | 1           | 7               | 0               | -                 | -                 | -          | -          | -                              | -                              | -                              | 34    | 1     |
| Sous-total            | Sous-total            | Sous-total            | 48          | 1           | 10              | 0               | 0                 | 0                 | 0          | 0          | -                              | 0                              | 0                              | 58    | 1     |
| 2017-2018             | Southampton FC        | Premier League        | 5           | 1           | 2               | 0               | 1                 | 0                 | -          | -          | -                              | -                              | -                              | 8     | 1     |
| 2018-2019             | Southampton FC        | Premier League        | 25          | 0           | -               | -               | 2                 | 0                 | -          | -          | -                              | -                              | -                              | 27    | 0     |
| 2019-2020             | Southampton FC        | Premier League        | 34          | 1           | 2               | 0               | 3                 | 0                 | -          | -          | -                              | -                              | -                              | 39    | 1     |
| 2020-2021             | Southampton FC        | Premier League        | 36          | 1           | 5               | 0               | 1                 | 0                 | -          | -          | -                              | -                              | -                              | 42    | 1     |
| 2021-2022             | Southampton FC        | Premier League        | 31          | 4           | 1               | 0               | 2                 | 0                 | -          | -          | -                              | -                              | -                              | 34    | 4     |
| 2022-2023             | Southampton FC        | Premier League        | 20          | 0           | -               | -               | 3                 | 0                 | -          | -          | -                              | -                              | -                              | 23    | 0     |
| 2022-2023             | Aston Villa FC (prêt) | Premier League        | 3           | 0           | 1               | 0               | -                 | -                 | -          | -          | -                              | -                              | -                              | 4     | 0     |
| 2023-2024             | Southampton FC        | Championship          | 45          | 2           | 2               | 0               | -                 | -                 | -          | -          | -                              | -                              | -                              | 47    | 2     |
| 2024-2025             | Southampton FC        | Premier League        | 30          | 2           | 2               | 0               | 2                 | 0                 | -          | -          | -                              | -                              | -                              | 34    | 2     |
| Sous-total            | Sous-total            | Sous-total            | 229         | 11          | 15              | 0               | 14                | 0                 | 0          | 0          | -                              | 0                              | 0                              | 258   | 11    |
| 2025-2026             | FC Porto              | Primeira Liga         | 2           | 0           | -               | -               | -                 | -                 | -          | -          | -                              | -                              | -                              | 2     | 0     |
| Total sur la carrière | Total sur la carrière | Total sur la carrière | 279         | 12          | 25              | 0               | 14                | 0                 | 0          | 0          | -                              | 0                              | 0                              | 318   | 12    |

### Buts internationaux
| 0   | Date         | Lieu                               | Compétition                            | Résultat | Adversaire | Détail | Détail        | Détail | Sél. |
| --- | ------------ | ---------------------------------- | -------------------------------------- | -------- | ---------- | ------ | ------------- | ------ | ---- |
| 1er | 28 juin 2018 | Volgograd Arena, Volgograd, Russie | Premier tour de la Coupe du monde 2018 | V 0-1    | Japon      | 59e    | du pied droit | 0-1    | 6e   |